# Regering-Debré
De regering-Debré was van 8 januari 1959 tot 15 april 1962 de regering van Frankrijk. De regering stond onder leiding van premier Michel Debré. De regering-Debré was de eerste regering van de Vijfde Franse Republiek (Cinquième République Française).
| Ambtsbekleder                                    | Ambtsbekleder             | Ambtsbekleder                          | Functie(s)                                       | Ambtstermijn     | Ambtstermijn     | Partij |
| ------------------------------------------------ | ------------------------- | -------------------------------------- | ------------------------------------------------ | ---------------- | ---------------- | ------ |
|                                                  | Michel Debré              | Michel Debré (1912–1996)               | Premier                                          | 8 januari 1959   | 14 april 1962    | UNR    |
|                                                  | Félix Houphouët-Boigny    | Félix Houphouët- Boigny (1905–1996)    | Minister van Staat                               | 12 mei 1958      | 19 mei 1961      | RDA    |
|                                                  | Louis Jacquinot           | Louis Jacquinot (1898–1993)            | Minister van Staat                               | 1 juni 1958      | 8 januari 1966   | CNIP   |
|                                                  | Robert Lecourt            | Robert Lecourt (1908–2004)             | Minister van Staat                               | 8 januari 1959   | 24 augustus 1961 | MRP    |
| Minister voor Samenwerking                       | Robert Lecourt            | Robert Lecourt (1908–2004)             | 27 maart 1959                                    | 5 februari 1960  |                  | MRP    |
| Minister van Overzeese Gebiedsdelen en de Sahara | Robert Lecourt            | Robert Lecourt (1908–2004)             | 5 februari 1960                                  | 24 augustus 1961 |                  | MRP    |
|                                                  | André Malraux             | André Malraux (1901–1976)              | Minister van Staat                               | 8 januari 1959   | 20 juni 1969     | UNR    |
| Minister van Cultuur                             | André Malraux             | André Malraux (1901–1976)              | 22 juli 1959                                     |                  | 20 juni 1969     | UNR    |
|                                                  |                           | Jean Berthoin (1895–1979)              | Minister van Binnenlandse Zaken                  | 8 januari 1959   | 29 mei 1959      | PRV    |
|                                                  | Pierre Chatenet           | Pierre Chatenet (1917–1997)            | Minister van Binnenlandse Zaken                  | 29 mei 1959      | 6 mei 1961       | O      |
|                                                  | Roger Frey                | Roger Frey (1913–1997)                 | Minister van Binnenlandse Zaken                  | 6 mei 1961       | 7 april 1967     | UNR    |
|                                                  | Maurice Couve de Murville | Maurice Couve de Murville (1907–1999)  | Minister van Buitenlandse Zaken                  | 8 januari 1959   | 10 juli 1968     | UNR    |
|                                                  | Antoine Pinay             | Antoine Pinay (1891–1994)              | Minister van Financiën                           | 8 januari 1959   | 13 januari 1960  | CNIP   |
| Minister van Economische Zaken                   | Antoine Pinay             | Antoine Pinay (1891–1994)              |                                                  | 8 januari 1959   | 13 januari 1960  | CNIP   |
|                                                  | Alain Madelin             | Wilfrid Baumgartner (1902–1978)        | Minister van Financiën                           | 13 januari 1960  | 18 januari 1962  | O      |
| Minister van Economische Zaken                   | Alain Madelin             | Wilfrid Baumgartner (1902–1978)        |                                                  | 13 januari 1960  | 18 januari 1962  | O      |
|                                                  | Valéry Giscard d'Estaing  | Valéry Giscard d'Estaing (1926–2020)   | Minister van Financiën                           | 18 januari 1962  | 8 januari 1966   | RI     |
| Minister van Economische Zaken                   | Valéry Giscard d'Estaing  | Valéry Giscard d'Estaing (1926–2020)   |                                                  | 18 januari 1962  | 8 januari 1966   | RI     |
|                                                  |                           | Pierre Guillaumat (1909–1991)          | Minister van Defensie                            | 8 januari 1959   | 5 februari 1960  | O      |
|                                                  | Pierre Messmer            | Pierre Messmer (1916–2007)             | Minister van Defensie                            | 5 februari 1960  | 20 juni 1969     | UNR    |
|                                                  | Edmond Michelet           | Edmond Michelet (1899–1970)            | Minister van Justitie                            | 8 januari 1959   | 24 augustus 1961 | UNR    |
| Zegelbewaarder                                   | Edmond Michelet           | Edmond Michelet (1899–1970)            |                                                  | 8 januari 1959   | 24 augustus 1961 | UNR    |
|                                                  |                           | Bernard Chenot (1909–1995)             | Minister van Justitie                            | 24 augustus 1961 | 14 april 1962    | O      |
| Zegelbewaarder                                   |                           | Bernard Chenot (1909–1995)             |                                                  | 24 augustus 1961 | 14 april 1962    | O      |
|                                                  |                           | Jean-Marcel Jeanneney (1910–2010)      | Minister van Buitenlandse Handel                 | 8 januari 1959   | 14 april 1962    | UNR    |
| Minister voor Industriële Zaken                  |                           | Jean-Marcel Jeanneney (1910–2010)      |                                                  | 8 januari 1959   | 14 april 1962    | UNR    |
|                                                  |                           | Bernard Chenot (1909–1995)             | Minister van Volksgezondheid                     | 1 juni 1958      | 24 augustus 1961 | O      |
|                                                  |                           | Joseph Fontanet (1921–1980)            | Minister van Volksgezondheid                     | 24 augustus 1961 | 16 mei 1962      | MRP    |
|                                                  | Paul Bacon                | Paul Bacon (1907–1999)                 | Minister van Arbeid en Werkgelegenheid           | 7 november 1957  | 14 april 1962    | MRP    |
|                                                  |                           | André Boulloche (1915–1978)            | Minister van Onderwijs                           | 8 januari 1959   | 23 december 1959 | DVG    |
|                                                  | Michel Debré              | Michel Debré (1912–1996)               | Minister van Onderwijs                           | 23 december 1959 | 15 januari 1960  | UNR    |
|                                                  |                           | Louis Joxe (1901–1991)                 | Minister van Onderwijs                           | 15 januari 1960  | 22 novembre 1960 | UNR    |
|                                                  |                           | Pierre Guillaumat (1909–1991)          | Minister van Onderwijs                           | 22 novembre 1960 | 20 februari 1961 | O      |
|                                                  |                           | Lucien Paye (1907–1972)                | Minister van Onderwijs                           | 20 februari 1961 | 14 april 1962    | DVD    |
|                                                  | Robert Buron              | Robert Buron (1910–1973)               | Minister van Transport en Openbare Werken        | 8 januari 1959   | 16 mei 1962      | MRP    |
| Minister voor Toerisme                           | Robert Buron              | Robert Buron (1910–1973)               |                                                  | 8 januari 1959   | 16 mei 1962      | MRP    |
|                                                  | Pierre Sudreau            | Pierre Sudreau (1919–2012)             | Minister van Huisvesting                         | 9 juni 1958      | 14 april 1962    | MRP    |
|                                                  |                           | Roger Houdet (1899–1987)               | Minister van Landbouw en Visserij                | 9 juni 1958      | 29 mei 1959      | CNIP   |
|                                                  | Henri Rochereau           | Henri Rochereau (1908–1999)            | Minister van Landbouw en Visserij                | 29 mei 1959      | 24 augustus 1961 | DVD    |
|                                                  | Edgard Pisani             | Edgard Pisani (1918–2016)              | Minister van Landbouw en Visserij                | 24 augustus 1961 | 8 januari 1966   | DVG    |
|                                                  | Louis Jacquinot           | Louis Jacquinot (1898–1993)            | Minister van Overzeese Gebiedsdelen en de Sahara | 24 augustus 1961 | 14 april 1962    | CNIP   |
|                                                  | Raymond Triboulet         | Raymond Triboulet (1906–2006)          | Minister voor Veteranenzaken                     | 8 januari 1959   | 6 december 1962  | UNR    |
|                                                  |                           | Bernard Cornut- Gentille (1909–1992)   | Minister voor Post                               | 8 januari 1959   | 5 februari 1960  | UNR    |
|                                                  |                           | Michel Maurice- Bokanowski (1912–2005) | Minister voor Post                               | 5 februari 1960  | 14 april 1962    | UNR    |
|                                                  | Roger Frey                | Roger Frey (1913–1997)                 | Minister voor Informatie                         | 8 januari 1959   | 5 februari 1960  | UNR    |
|                                                  |                           | Louis Terrenoire (1908–1992)           | Minister voor Informatie                         | 5 februari 1960  | 24 augustus 1961 | MRP    |
|                                                  | Jean Foyer                | Jean Foyer (1921–2008)                 | Minister voor Samenwerking                       | 18 mei 1961      | 14 april 1962    | UNR    |

## Regering-Debré (8 januari1959-15 april1962)
- Michel Debré (UNR) - Premier
- Maurice Couve de Murville (UNR) - Minister van Buitenlandse Zaken
- Pierre Guillaumat - Minister van het Leger
- Jean Berthoin (PRS) - Minister van Binnenlandse Zaken
- Antoine Pinay (CNIP) - Minister van Financiën en Economische Zaken
- Jean-Marcel Jeanneney - Minister van Handel en Industrie
- Paul Bacon (MRP) - Minister van Arbeid
- Edmond Michelet (UNR) - Minister van Justitie en Grootzegelbewaarder
- André Boulloche - Minister van Onderwijs
- Raymond Triboulet (UNR) - Minister van Veteranen
- André Malraux - Minister van Culturele Zaken
- Roger Houdet (CNIP) - Minister van Landbouw
- Robert Buron (MRP) - Minister van Openbare Werken en Transport
- Bernard Chenot - Minister van Volksgezondheid en Bevolking
- Bernard Cornut-Gentille (UNR) - Minister van Posterijen en Telecommunicatie
- Roger Frey - Minister van Informatie
- Pierre Sudreau (MRP) - Minister van Werderopbouw

Wijzigingen
- 27 maart 1959 - Robert Lecourt (MRP) treedt tot het kabinet toe als minister van Coöperatie.
- 27 mei 1959 - Henri Rochereau volgt Houdet op als minister van Landbouw.
- 28 mei 1959 - Pierre Chatenet volgt Berthoin op als Minister van Binnenlandse Zaken.
- 23 december 1959 - Debré volgt Boulloche op als interim minister van Onderwijs.
- 13 januari 1960 - Wilfrid Baumgartner volgt Pinay op als minister van Financiën en Economische Zaken.
- 15 januari 1960 - Louis Joxe volgt Debré op als minister van Onderwijs.
- 5 februari 1960 - Pierre Messmer volgt Guillaumat op als Minister van het Leger. Robert Lecourt wordt minister van Overzeese Departementen en Territoria en de Sahara. Hij was aanvankelijk minister van Coöperatie, maar die post verdwijnt. Michel Maurice-Bokanowski (UNR) volgt Cornut-Gentille op als minister van Posterijen en Telecommunicatie. Louis Terrenoire volgt Frey op als minister van Informatie.
- 23 november 1960 - Louis Joxe wordt minister van Algerijnse Zaken. Pierre Guillaumat volgt Joxe op als interim minister van Onderwijs.
- 20 februari 1961 - Lucien Paye volgt Guillaumat op als minister van Onderwijs.
- 6 mei 1961 - Roger Frey volgt Chatenet op als minister van Binnenlandse Zaken.
- 18 mei 1961 - Jean Foyer treedt tot het kabinet toe als minister van Coöperatie.
- 24 augustus 1961 - Bernard Chenot volgt Michelet op als minister van Justitie en Grootzegelbewaarder. Joseph Fontanet volgt Chenot op als Minister van Volksgezondheid en Bevolking. Edgard Pisani volgt Rochereau op als minister van Landbouw. Louis Jacquinot (CNIP) volgt Lecourt op als Minister van Overzeese Departementen en Territoria en de Sahara. Terrenoire treedt af als minister van Informatie en de post verdwijnt.
- 19 January 1962 - Valéry Giscard d'Estaing (CNIP) volgt Baumgartner op als minister van Financiën en Economische Zaken.